# Renato Andrew Lima de Carvalho
Renato Andrew Lima de Carvalho (* 1. Dezember 1999 in Belém, Brasilien) ist ein brasilianischer Beachvolleyballspieler.

## Karriere
An der Seite von Rafael Mendoza gewann Renato 2016 die U19 Beachvolleyballweltmeisterschaft. Mit Adrielson Dos Santos Silva schaffte er das gleiche Ergebnis bei der U21-WM ein Jahr später und 2019 gelang ihm mit seinem ersten Partner Rafael eine Wiederholung dieses Erfolgs.
Ab 2021 bildeten Vitor Gonçalves Felipe und Renato ein Beachteam. Erstes nennenswertes Resultat der beiden Brasilianer war das Erreichen des Finales beim 4-Sterne-Turnier in ihrem Heimatland in Itapema im November 2021. Auf der neugeschaffenen World Beach Pro Tour 2022 belegten die Athleten aus Südamerika bei drei Challenge- und zwei Elite16-Turnieren die Plätze vier, neun, neun, dreizehn und neun. Bei der Weltmeisterschaft im gleichen Jahr in Rom erreichte das Team als eines der vier besten Pooldritten die erste Hauptrunde. Dort besiegten sie nacheinander die Tschechen Perušič/Schweiner, die Chilenen E. Grimalt/M. Grimalt, die Italiener Nicolai/Cottafava und die Esten Tiisaar/Nõlvak sowie im Halbfinale die US-Amerikaner Chaim Schalk und Theo Brunner. Das Endspiel ging gegen die Norweger A. Mol/Sørum verloren. Bestes Ergebnis auf der World Pro Tour 2023 war ein dritter Platz beim Challenge-Turnier in Jūrmala. Nach durchwachsenen Ergebnissen auf der World Pro Tour 2024 verpassten Renato Lima / Vitor Felipe die Olympischen Spiele und trennten sich.
Seit 2025 spielt Renato an der Seite von Pedro Sousa. Auf der World Beach Pro Tour wurde das Duo beim Challenge in Yucatán nach überstandener Qualifikation und dem Sieg im Pool H erst im Achtelfinale gestoppt. Noch besser lief es drei Wochen später beim Elite16 in Saquarema. In der Vorausscheidung wurden der Vizeweltmeister 2022 Vitor Felipe und sein derzeitiger Partner Guto, der WM-Fünfte von 2022 und 2023, in zwei Sätzen bezwungen. In der Gruppe B reichte anschließend ein dritter Rang zum Weiterkommen. In der ersten Hauptrunde wurden die Grimalt Cousins Esteban und Marco ebenso besiegt wie danach die Deutschen Lukas Pfretzschner und Sven Winter sowie die Capogrosso Brüder Nicolás und Tomas. Die Olympiasieger David Åhman / Jonatan Hellvig im Halbfinale, die auch schon für die Niederlage in der Gruppenphase gesorgt hatten, und die Vizeeuropameister Stefan Boermans / Yorick de Groot im Kampf um Bronze erwiesen sich noch als zu stark für das neuformierte brasilianische Team, das somit den vierten Platz im Abschlussklassement der Veranstaltung belegte.